# 新田宿 (座間市)
新田宿（しんでんじゅく）は、神奈川県座間市の大字。

## 地理
座間市の西部に位置し、川を挟んで西に厚木市に接している。

### 河川
- 相模川

### 地価
住宅地の地価は、2023年（令和5年）1月1日の公示地価によれば、新田宿字東裏117番8の地点で11万円/m2となっている。

## 世帯数と人口
2023年（令和5年）8月1日現在（座間市発表）の世帯数と人口は以下の通りである。
| 大字   | 世帯数    | 人口    |
| ------ | --------- | ------- |
| 新田宿 | 1,404世帯 | 3,179人 |

### 人口の変遷
国勢調査による人口の推移。
| 年                 | 人口  |
| ------------------ | ----- |
| 1995年（平成7年）  | 2,372 |
| 2000年（平成12年） | 2,621 |
| 2005年（平成17年） | 2,628 |
| 2010年（平成22年） | 2,889 |
| 2015年（平成27年） | 3,001 |
| 2020年（令和2年）  | 3,031 |

### 世帯数の変遷
国勢調査による世帯数の推移。
| 年                 | 世帯数 |
| ------------------ | ------ |
| 1995年（平成7年）  | 691    |
| 2000年（平成12年） | 810    |
| 2005年（平成17年） | 859    |
| 2010年（平成22年） | 988    |
| 2015年（平成27年） | 1,080  |
| 2020年（令和2年）  | 1,137  |

## 学区
市立小・中学校に通う場合、学区は以下の通りとなる（2022年12月時点）。
- 番・番地等 : 全域
  - 小学校 : 座間市立座間小学校
  - 中学校 : 座間市立西中学校

## 事業所
2021年（令和3年）現在の経済センサス調査による事業所数と従業員数は以下の通りである。
| 大字   | 事業所数 | 従業員数 |
| ------ | -------- | -------- |
| 新田宿 | 47事業所 | 392人    |

### 事業者数の変遷
経済センサスによる事業所数の推移。
| 年                 | 事業者数 |
| ------------------ | -------- |
| 2016年（平成28年） | 48       |
| 2021年（令和3年）  | 47       |

### 従業員数の変遷
経済センサスによる従業員数の推移。
| 年                 | 従業員数 |
| ------------------ | -------- |
| 2016年（平成28年） | 364      |
| 2021年（令和3年）  | 392      |

## 交通
- 神奈川県道42号藤沢座間厚木線

## その他

### 日本郵便
- 郵便番号 : 252-0026[3]（集配局 : 座間郵便局[15]）。